# キャリー・ローウェル
キャリー・ローウェル（英: Carey Lowell、1961年2月11日 - ）は、アメリカ合衆国の女優。

## 来歴
ニューヨーク州ハンティントンに生まれる。モデルを経て、1986年に『ハイスクール殺戮ラブ』で映画デビュー。1989年に『007 消されたライセンス』でボンドガールに抜擢される。1996年から2001年まで、テレビシリーズ『LAW & ORDER』に出演した。

## 私生活
写真家のジョン・ステンバー、俳優のグリフィン・ダンとの結婚生活を経て、2002年に俳優のリチャード・ギアと結婚したが、2013年に別居、2016年には離婚が成立した。
元夫のギアと同じく、チベット仏教を熱心に信仰している。

## 主な出演作品
- ハイスクール殺戮クラブ　Dangerously Close （1986）
- ミー&ヒム　Ich und Er （1989）
- 007 消されたライセンス　Licence to Kill （1989）
- ガーディアン/森は泣いている　The Guardian （1990）
- めぐり逢えたら　Sleepless in Seatle （1993）
- リービング・ラスベガス　Leaving Las Vegas （1995）
- 危険な動物たち　Fierce Creatures （1997）
- ロー&オーダー　Law & Order （1996 - 2001）